# Karhusaari (ö i Finland, Birkaland, Tammerfors, lat 61,35, long 24,09)
Karhusaari är en ö i Finland. Den ligger i sjön Roine och utgör en exklav till kommunen Pälkäne, medan det omgivande vattnet tillhör kommunen Kangasala. Båda kommunerna tillhör landskapet Birkaland, i den södra delen av landet, 140 km norr om huvudstaden Helsingfors. Öns area är 1,8 hektar och dess största längd är 210 meter i öst-västlig riktning.